# 拉凯恩普尔
拉凯恩普尔（Lakhenpur），是印度查谟-克什米尔邦Kathua县的一个城镇。总人口1521（2001年）。

## 人口
该地2001年总人口1521人，其中男性802人，女性719人；0—6岁人口179人，其中男100人，女79人；识字率77.12%，其中男性为81.05%，女性为72.74%。